# 天池眞樹
天池 眞樹（あまいけ まき、1950年3月27日 - ）は、日本のフリーアナウンサー。YTS山形テレビの元アナウンサー。
山形県鶴岡市出身。オフィステイクワン代表。

## 人物
國學院大學を卒業後、1973年にYTSに入社し、主にスポーツ実況や司会を中心に活躍。持ち前の美声が特徴。
2003年の人事異動でアナウンサー職を離れて置賜支社長を務めていたが、2009年の人事異動で本社勤務となった。
2010年7月17日に行われた、J1第13節モンテディオ山形対ベガルタ仙台戦（所謂みちのくダービー）のスカパー！事前番組に山形側コメンテーターとして出演した。
シビルウエディングミニスターに認定されている。
山形県スポーツウエルネス吹矢協会の会長も兼任している。

## 担当した主な番組
- 提言の広場（1997年～2003年）
- 情報わいどYTSゴジダス（メインキャスター、『スーパーJチャンネルYTSゴジダス』の前番組）
- スーパーJチャンネルYTSゴジダス（ナレーション）
- 夏の高校野球山形県大会実況
- 山形ふるさとCM大賞（FD）
- YTSステーションEYE週末キャスター

以下はフジテレビ系列時代
- YTSイブニングワイド
- おはようジョッキー
- 勝手にのど自慢9＆9
- 春の高校バレー山形県大会実況
- プロ野球ニュース山形県キャスター
- 東日本女子駅伝
- YTSニュースワイド60週末キャスター
- YTSニュース スーパータイム週末キャスター
- 十字屋テレビショッピング
- さわやかリビング830